# 1524 Joensuu
1524 Joensuu este un asteroid din centura principală, descoperit pe 18 septembrie 1939, de Yrjö Väisälä.